# トゥーツ (小惑星)
トゥーツ (13079 Toots) は小惑星帯に位置する小惑星。ベルギーの天文学者エリック・ヴァルター・エルストが南アメリカのヨーロッパ南天天文台で発見した。
ベルギー出身のジャズ・ハーモニカ奏者、トゥーツ・シールマンスから命名された。